# Пуэнте, Эстрелья
Эстре́лья Пуэ́нте Бусе́та (исп. Estrella Puente Buceta, 22 декабря 1928, Монтевидео, Уругвай) — уругвайская легкоатлетка, выступавшая в метании копья. Участница летних Олимпийских игр 1952 года, серебряный призёр Панамериканских игр 1955 года.

## Биография
Эстрелья Пуэнте родилась 22 декабря 1928 года в уругвайском городе Монтевидео.
В 1952 году вошла в состав сборной Уругвая на летних Олимпийских играх в Хельсинки. В квалификации метания копья после двух неудачных попыток показала 13-й результат - 40,10 метра и, преодолев норматив в 38 метров, вышла в финал. В финале заняла 10-е место, метнув копьё на 41,44 метра и уступив 9,03 метра завоевавшей золото Дане Затопковой из Чехословакии.
Пуэнте стала первой женщиной, представлявшей Уругвай на Олимпийских играх.
В 1955 году выиграла серебряную медаль в метании копья на Панамериканских играх в Мехико с результатом 43,43 метра.

## Личный рекорд
- Метание копья — 43,43 (13 марта 1955, Мехико)[2]